# Masculin – Feminin oder: Die Kinder von Marx und Coca-Cola
Masculin – Feminin oder: Die Kinder von Marx und Coca-Cola ist ein französisches Liebesdrama von Jean-Luc Godard in schwarz-weiss aus dem Jahr 1966. Das Drehbuch basiert lose auf zwei Erzählungen Guy de Maupassants, Le Signe und La Femme de Paul. Der Film lief in Deutschland 35 Jahre lang nur in der Originalfassung mit deutschen Untertiteln, bis das ZDF 2001 eine synchronisierte Fassung produzierte.

## Handlung
Paris im Winter 1965: Paul hat seinen Wehrdienst beendet und protestiert gegen den Einmarsch des US-Militärs in Vietnam. Mit seinem Freund Robert klebt er Plakate gegen den Vietnam-Krieg und arbeitet kurz bei einer Zeitung. Madeleine will unbedingt eine berühmte Sängerin werden und nimmt eine erste Schallplatte auf. Paul verliebt sich in sie, doch sie zeigt sich desinteressiert, da sie unabhängig bleiben will. Nach dem Rausschmiss aus seiner Wohnung zieht er bei Madeleine und deren Freundinnen Catherine und Elisabeth ein. 
Da Madeleine im Musikgeschäft erfolgreich ist, geht sie auf Pauls Werben ein, und bald ist das erste Kind unterwegs. Er hat nun bei einem Meinungsforschungsinstitut Arbeit gefunden, wo er Französinnen nach ihrem Kaufverhalten befragt, obwohl er dem Kapitalismus ablehnend gegenübersteht. Aufgrund ihrer Karriere ist Madeleine oft für längere Zeit unterwegs, was Catherine sehr recht ist, da ihr Interesse an Paul wächst. Als Robert ihr sagt, dass er in sie verliebt sei, gibt sie ihm einen Korb. Madeleine und Paul wollen nun zusammenziehen und haben sich eine Wohnung angesehen. Doch ihr Vorhaben hat sich erledigt, als Paul genau aus jenem Hochhaus stürzt, in das er mit ihr einziehen wollte.

## Hintergrund
Brigitte Bardot und Antoine Bourseiller haben, im Abspann unerwähnte, Cameo-Auftritte als eine Schauspielerin und ihr Regisseur, die in einem Café sitzen. Françoise Hardy ist in einer kurzen Gastrolle als Frau eines amerikanischen Offiziers zu sehen.

## Kritiken
Das Lexikon des internationalen Films schrieb, mit diesem Film beginne Godards Interesse am „dialektischen Materialismus“ und an der Politik, allerdings in einem ganz eigenwilligen Sinn: Er wolle nicht „politische Filme“, sondern „politisch Filme machen“. Die Fragmentierung der Geschichte und das „Verweilen bei Randereignissen“, die keinen unmittelbaren Bezug zu ihr hätten, seien als Andeutung verstanden worden, wie schwer es heute sei, Gemeinsamkeit herzustellen. Es scheine, als müsse sich der Einzelne vor den Kräften der Kollektivierung immer weiter in den Privatbereich zurückziehen. Der Kritiker des Evangelischen Filmbeobachters zog dagegen folgendes Fazit: „Ein sehr sensibler, undramatischer Film [...], der erhebliche Anforderungen an ein auch filmkünstlerisch aufgeschlossenes Publikum stellt.“

## Auszeichnungen
Auf der Berlinale 1966 wurde Jean-Pierre Léaud als bester Darsteller mit dem Silbernen Bären ausgezeichnet. Der Film selbst war für den Goldenen Bären nominiert.